# 1354
Cette page concerne l'année 1354  du calendrier julien. Pour l'année 1354 av. J.-C., voir 1354 av. J.-C.
L'année 1354 est une année commune qui commence un mercredi.

## Événements

### Asie
- Tibet : les lamas Sakyapa perdent le pouvoir au profit des Phagmodrupa, une branche des Kagyüpa, dont le représentant le plus prestigieux est Changchub Gyeltshen (1302-1373). Celui-ci rompt tout lien avec la dynastie mongole des Yuan, puis celle chinoise des Ming. Il accroît l’indépendance du Tibet et instaure le système administratif des dzong, « forteresses-district »[1].

- Chine : ordonnance diminuant de 20 % le prix du fermage dans tout l’empire[2].

### Europe
- 8 janvier : assassinat du connétable de France, Charles de La Cerda par des hommes de Charles II dit le Mauvais, roi de Navarre et comte d'Évreux[3].
- 22 février : traité de Mantes entre Jean II le Bon et Charles II de Navarre, à l'avantage de ce dernier[4].
- Février : Mathieu Cantacuzène est coempereur byzantin.
- 2 mars : les Turcs ottomans s'emparent de Gallipoli, sur la rive des Dardanelles, leur première possession en Europe[5].
  - Le sultan ottoman Orhan intervient en Europe pour aider son beau-père Jean Cantacuzène contre son rival Jean V Paléologue soutenu par les Serbes. Son fils Suleyman s'empare par surprise avec 39 hommes du château de Tzympe (Cinbi), sur la rive européenne de l'Hellespont. Il renforce la garnison qui compte 3 000 hommes en quelques jours. Quand Jean VI sollicite leur aide, Orhan accepte mais exige que Suleyman conduise les opérations. 10 000 hommes de plus viennent renforcer les troupes de Suleyman qui réussit à vaincre les Serbes. Plus tard, il profite de ce qu'un tremblement de terre ouvre une brèche dans les remparts de Gallipoli pour s'emparer durablement de la ville[6].
- 13 mars : à Metz, Charles IV du Saint-Empire érige le Luxembourg en duché en faveur de son frère Venceslas Ier. Il passera par héritage à la maison de Bourgogne[7].
- 30 juin : Alexis est sacré métropolite de Moscou[8].
- 1er août : Cola di Rienzo, libéré par Innocent VI, nommé à nouveau tribun, puis élu sénateur, entre dans Rome où il chasse le tyran Francesco Baroncelli[9].
- 28 août : dix villes alsaciennes forment une ligue, la Décapole. Elles échappent ainsi a l’autorité des Habsbourg. Strasbourg devient ville libre[10].
- 8 octobre : coupable de despotisme, Cola di Rienzo est exécuté à la hache à la suite d’un soulèvement des nobles conduits par les Colonna et les Savelli[11].
- 12 octobre : Matteo II, Galeazzo II et Bernardo Visconti règnent sur les possessions de Milan[11].
- 14 octobre : l'empereur Charles IV entre en Italie[12].
- 3 novembre : la flotte vénitienne commandée par Niccolo Pisani est capturée par les Génois de Paganino Doria à la bataille de Sapienza (ou de Porto-Longo) près de Modon[13].
- 16 novembre : Pierre le Cérémonieux occupe Alghero, en Sardaigne[14].
- 22 novembre : Jean V Paléologue entre à Constantinople[15].
- 10 décembre : Jean VI Cantacuzène doit abdiquer[15]. Les Cantacuzène se retirent en Morée (fin en 1382) et l’Empire byzantin est réduit à la Thrace, à Thessalonique et à quelques îles Égéennes. Les Turcs appelés par Jean Cantacuzène tiennent Gallipoli, tête de pont qui leur permet de passer d’Asie en Europe. Jean Cantacuzène se retire au Mont Athos puis à Mistra où il meurt en 1383.
- Décembre : échec des négociations de paix dans la guerre de Cent Ans[4].

- Expédition de Louis de Tarente en Sicile[16].
- Une ordonnance de Pierre IV d'Aragon oblige chaque navire de guerre à avoir deux cartes à bord[17].

- L’Université du Portugal est à nouveau transférée de Lisbonne à Coïmbra (1354-1377)[18].